# Herb gminy Lubiewo
Herb gminy Lubiewo – jeden z symboli gminy Lubiewo.

## Wygląd i symbolika
Herb przedstawia na tarczy dwudzielnej w słup w polu lewym na błękitnym polu złotą wiewiórkę, natomiast w polu prawym na złotym polu wizerunek zielonego świerku.